# Уильямс, Роберт Франклин
Роберт Франклин Уильямс (26 февраля 1925 — 15 октября 1996) — президент Национальной ассоциации содействия развитию цветного населения в Монро, штат Северная Каролина.
Привлёк мужчин из этой ассоциации и создал организацию, члены которой носили оружие в целях самообороны. Этот шаг был продиктован необходимостью защищаться от белых, взявших за правило устраивать кутежи с перестрелками на территории негритянской общины и терроризировать местных жителей. Один из первых чернокожих, выступивших в пользу самообороны.
В поддержку своей позиции писал специальные статьи, которые сильно повлияли на Черных пантер. Инициировал кампанию за пересмотр скандального судебного решения, по которому двое темнокожих мальчиков приговаривались к нахождению в исправительной колонии до 21 года за то, что во время игры их поцеловала белая девочка.
В 1961 году с женой покинул Соединенные Штаты, после того как попал в федеральный розыск по обвинению в похищении людей. Уильямс отправился на Кубу, затем некоторое время прожил в Китайской народной республике, посетил Вьетнам и Танзанию, продолжал писать.
В 1969 году вернулся в США, где был избран председателем временного правительства республики Новая Африка. Был немедленно арестован, однако на суде в 1975 году штат Северная Каролина снял обвинения в адрес Уильямса.